# NGC 5765
NGC 5765 (другие обозначения — NGC 5765A, IRAS14483+0519, UGC 9554, KCPG 437B, MCG 1-38-5, ZWG 48.24, PGC 53012) — галактика в созвездии Дева.
Этот объект занесён в новый общий каталог несколько раз, с обозначениями NGC 5765, NGC 5765A.
Этот объект входит в число перечисленных в оригинальной редакции «Нового общего каталога».